# Enrico di Walbeck
Enrico (... – settembre 1004) fu conte di Walbeck, figlio di Sigfrido I il Vecchio, conte di Walbeck, e di Cunigonda di Stade, figlia di Enrico I il Calvo, conte di Stade. Praticamente tutto ciò che si sa di Enrico è stato fornito nella cronaca di suo fratello Tietmaro di Merseburgo.

## Biografia
Enrico e suo fratello Federico accompagnarono, nel 998, il cugino Guarniero/Werner di Walbeck, assieme ad «altri eccellenti guerrieri», a rapire la sua promessa sposa Liudgarda a Quedlinburg. Guarniero si pentì, assieme alla sua promessa sposa, in un'assemblea a Magdeburgo convocata dalla badessa Matilde, figlia di Ottone I. Sembra che Enrico e Federico non ebbero ripercussioni per la complicità nella vicenda. 
Nel 1004 Enrico partecipò ad una spedizione di Enrico II nelle terre dei Milzeni, a sostegno di Jaromír, duca di Boemia. Hemuzo, vassallo di Enrico e «guerriero di nobili origini e di tempra virile», fu ucciso durante un assedio al borgo di Bautzen, quando una pietra ricavata da una macina da mulino colpì la sua testa e lo uccise, nonostante portasse un elmo. Il suo corpo venne trascinato nel borgo. Enrico quindi ne riscattò il corpo e lo portò in patria. Non ci sono altri riferimenti storici a Hemuzo. 
Enrico fu incaricato, dieci anni dopo la spedizione, di eseguire la sentenza verso il cugino Guarniero/Werner, ferito e catturato dopo che aveva tentato di rapire un'altra donna per sposarla. 
Le fonti tacciono su un'eventuale sposa Enrico, né ci sono prove della presenza di un erede. Alla sua morte, Enrico fu succeduto come conte di Walbeck da suo fratello Federico. 